# سنگ‌درمیان علیا
سنگ‌درمیان علیا، روستایی از توابع دهستان دیره بخش مرکزی شهرستان گیلانغرب در استان کرمانشاه ایران است.

## جمعیت
این روستا در دهستان دیره قرار دارد و براساس سرشماری مرکز آمار ایران در سال ۱۳۸۵، جمعیت آن ۱۲۸ نفر (۲۷خانوار) بوده‌است.